# 纹园丁鸟
，是雀形目园丁鸟科的一种鸟类。
纹园丁鸟体重约108.88克，翼长约120.2毫米，嘴峰长约26.1毫米，喙宽度约6.9毫米，喙厚度约8.3毫米，跗蹠长约34毫米，尾长约88.2毫米。纹园丁鸟在其分布区内为留鸟，其栖息在密集的高大树木组成的森林中，食性为杂食性，主要食物来源是水果。
纹园丁鸟分布于巴布亚新几内亚东南部的欧文斯坦利山脉。该物种是单型物种，没有亚种分化。